# 苍国来荣吉
苍国来荣吉（1984年1月9日—，蒙古名：恩和图布新；传统蒙古文：ᠡᠩᠬᠡᠲᠦᠪᠰᠢᠨ，拉丁转写：Engketübsin），中国大陸内蒙古赤峰市巴林右旗人，日本大相扑力士，是首位中华人民共和国籍幕内力士。
苍国来7岁起学习搏克，16岁获全国冠军。2003年6月前往日本，进入东京荒汐部屋。2009年11月，晋升十两，成为自1974年清乃華玉譽、1985年劉朝惠之后第三位大中華地區出身的关取力士。2010年9月，成功进入幕内，也使他成为了日本相扑史上等级最高的中華人民共和國籍力士。
2011年4月，苍国来因为大相扑造假问题而被日本相扑协会劝告引退；然而他表示自己并未参与假赛，拒绝递交引退申请，从而遭日本相扑协会解雇。蒼國來與星風芳宏以日本相撲協會不當解僱為由，向東京地方裁判所聲請地位保全。2013年3月25日，东京地裁一审判决相扑协会败诉，认定协会的解雇决定无效。4月3日，协会宣布不予上诉，并特例允许苍国来的复归。
他最終在2020年3月場所宣佈引退，襲名荒汐，成為日本相撲協會的年寄(在2019年9月6日宣佈取得日本國籍)。2021年1月1日，荒汐親方與若元春港等11人感染2019冠状病毒病
。

## 战绩

### 生涯战绩
- 生涯战绩：466胜440败49休（99场所）
- 幕内战绩：170胜190败15休（38场所）

### 优胜
- 十兩优胜：1回（2017年11月场所）
- 幕下优胜：1回（2018年11月场所）
- 三段目优胜：1回（2007年5月场所）
- 序之口优胜：1回（2003年11月场所）

### 三赏、金星
- 技能赏：1回（2017年1月场所）
- 金星：1个
  - 日马富士公平1个（2017年3月场所）

| | 1月場所 初場所（東京） | 3月場所 春場所（大阪） | 5月場所 夏場所（東京） | 7月場所 名古屋場所（愛知） | 9月場所 秋場所（東京） | 11月場所 九州場所（福岡） |
| --- | ---------------------- | ---------------------- | ---------------------- | -------------------------- | ---------------------- | ------------------------- |
| 2003年 （平成15年） | x                      | x                      | x                      | x                          | （前相撲）             | 西 序之口 #36 7–0         |
| 2004年 （平成16年） | 西 序二段 #25 0–1–6    | 東 序二段 #96 7–0      | 東 三段目 #87 5–2      | 西 三段目 #54 5–2          | 東 三段目 #29 6–1      | 東 幕下 #48 2–5           |
| 2005年 （平成17年） | 東 三段目 #7 3–4       | 東 三段目 #23 3–4      | 西 三段目 #39 3–4      | 西 三段目 #54 6–1          | 西 三段目 #3 3–4       | 西 三段目 #16 6–1         |
| 2006年 （平成18年） | 西 幕下 #39 4–3        | 西 幕下 #33 5–2        | 西 幕下 #21 2–5        | 西 幕下 #35 3–4            | 東 幕下 #47 2–5        | 東 三段目 #4 4–3          |
| 2007年 （平成19年） | 東 幕下 #54 4–3        | 西 幕下 #46 3–4        | 東 三段目 #1 7–0       | 東 幕下 #11 5–2            | 東 幕下 #5 4–3         | 東 幕下 #2 3–4            |
| 2008年 （平成20年） | 西 幕下 #6 4–3         | 西 幕下 #4 2–5         | 西 幕下 #14 2–5        | 西 幕下 #28 6–1            | 東 幕下 #10 4–3        | 西 幕下 #4 2–5            |
| 2009年 （平成21年） | 西 幕下 #18 4–3        | 東 幕下 #14 5–2        | 東 幕下 #6 4–3         | 西 幕下 #4 4–3             | 西 幕下 #1 4–3         | 東 幕下 #1 5–2            |
| 2010年 （平成22年） | 西 十兩 #13 9–6        | 西 十兩 #7 8–7         | 西 十兩 #4 8–7         | 東 十兩 #3 8–7             | 西 前頭 #13 8–7        | 東 前頭 #13 6–9           |
| 2011年 （平成23年） | 東 前頭 #16 8–7        | 假赛丑闻 比赛取消      | x                      | x                          | x                      | x                         |
| 2012年 （平成24年） | x                      | x                      | x                      | x                          | x                      | x                         |
| 2013年 （平成25年） | x                      | x                      | 准备复出 未出赛        | 西 前頭 #15 6–9            | 東 十兩 #1 4–11        | 西 十兩 #7 5–10           |
| 2014年 （平成26年） | 東 十兩 #11 8–7        | 東 十兩 #9 11–4        | 西 前頭 #15 8–7        | 西 前頭 #13 7–8            | 西 前頭 #13 7–8        | 西 前頭 #14 9–6           |
| 2015年 （平成27年） | 東 前頭 #10 6–9        | 西 前頭 #13 9–6        | 東 前頭 #7 1–4–10      | 東 十兩 #2 9–6             | 西 前頭 #14 8–7        | 東 前頭 #10 9–6           |
| 2016年 （平成28年） | 西 前頭 #5 8–7         | 西 前頭 #4 5–8–2       | 東 前頭 #9 7–8         | 西 前頭 #9 6–9             | 東 前頭 #11 5–10       | 東 前頭 #14 9–6           |
| 2017年 （平成29年） | 西 前頭 #10 12–3 技    | 東 前頭 #2 4–11 ★      | 西 前頭 #8 5–10        | 西 前頭 #13 6–9            | 東 十兩 #1 4–11        | 西 十兩 #7 14–1           |
| 2018年 （平成30年） | 東 前頭 #12 6–9        | 東 前頭 #15 5–7–3      | 東 十兩 #1 3–6–6       | 東 十兩 #10 0–0–15         | 東 幕下 #9 4–3         | 東 幕下 #5 7–0            |
| 2019年 （令和元年） | 西 十兩 #12 8–7        | 西 十兩 #7 8–7         | 西 十兩 #5 7–8         | 西 十兩 #5 4–11            | 西 十兩 #10 8–7        | 東 十兩 #9 7–8            |
| 2020年 （令和2年） | 東 十兩 #10 4–11       | 東 幕下 #1 休場 0–0–7  | 引退 0–0–0             | x                          | x                      | x                         |
| 各欄数字按「勝-負-休場」表示。 優勝 引退 十兩･幕下 三賞：敢=敢鬬賞、殊=殊勛賞、技=技能賞 其他：★=金星 番付階級：幕内 - 十兩 - 幕下 - 三段目 - 序二段 - 序之口 幕内序列：横綱 - 大關 - 關脅 - 小結 - 前頭（「#数字」为出场顺序） |                        |                        |                        |                            |                        |                           |